# UD Trucks
UD Trucks Corporation (до 1 лютого 2010 року — Nissan Diesel Motor Co.) — японська компанія, створена в 1960 році, що була відділенням корпорації Nissan Motor Co., що спеціалізується на серійному виробництві широкої гами вантажних автомобілів і автобусів, обладнаних виключно дизельними двигунами. Нині — частина холдингу Volvo Group.

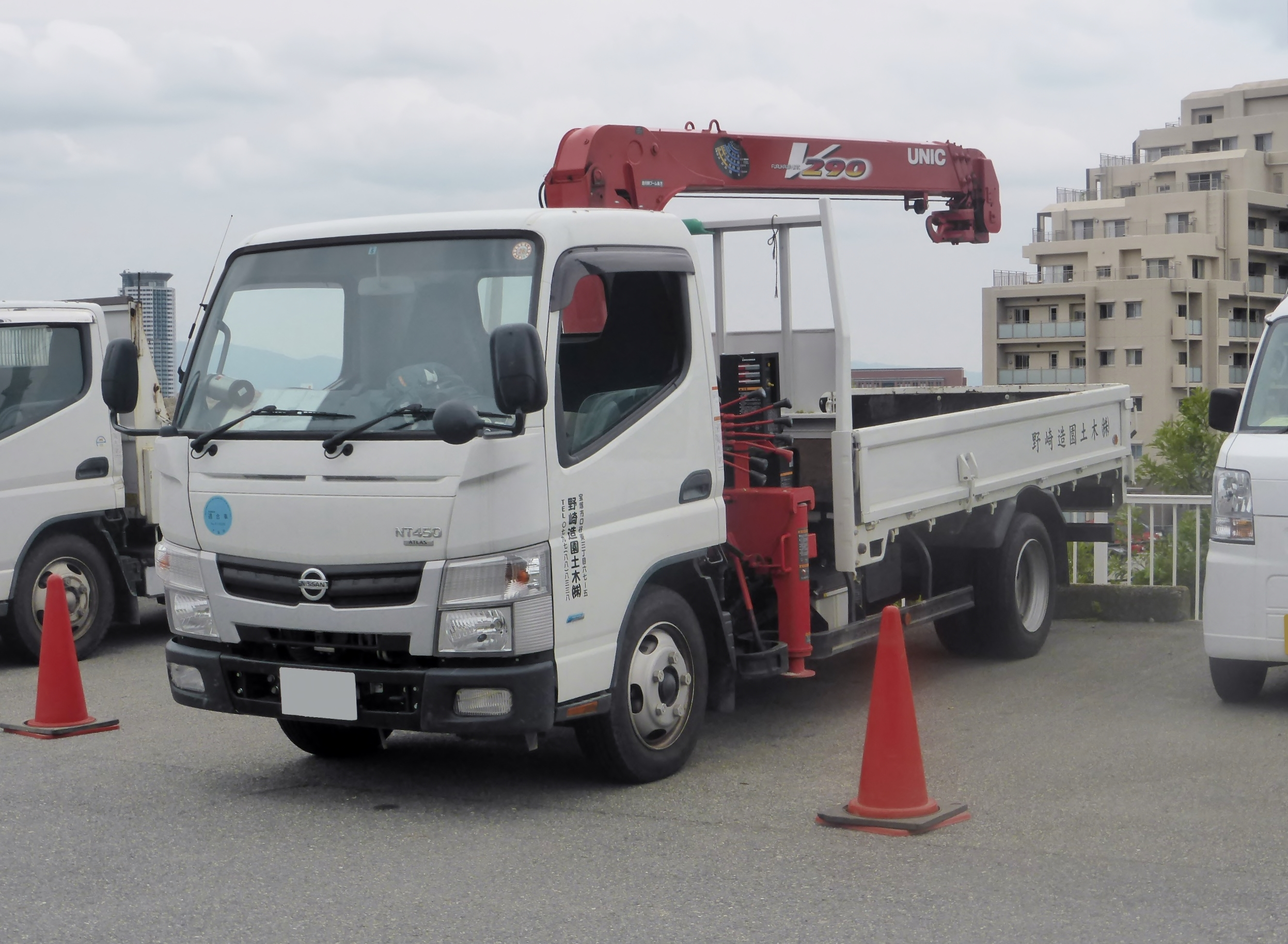
UD Kazet
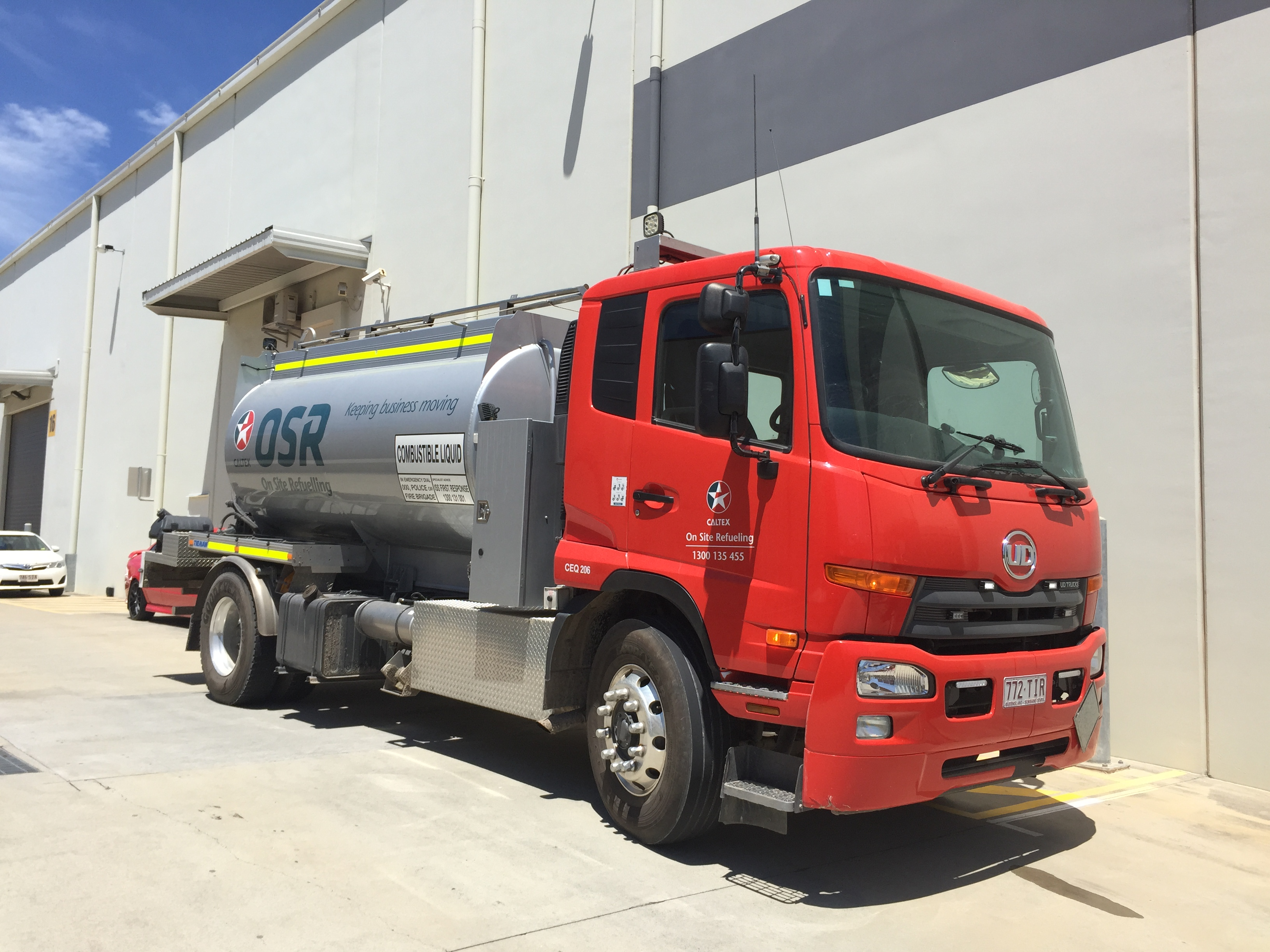
UD Condor
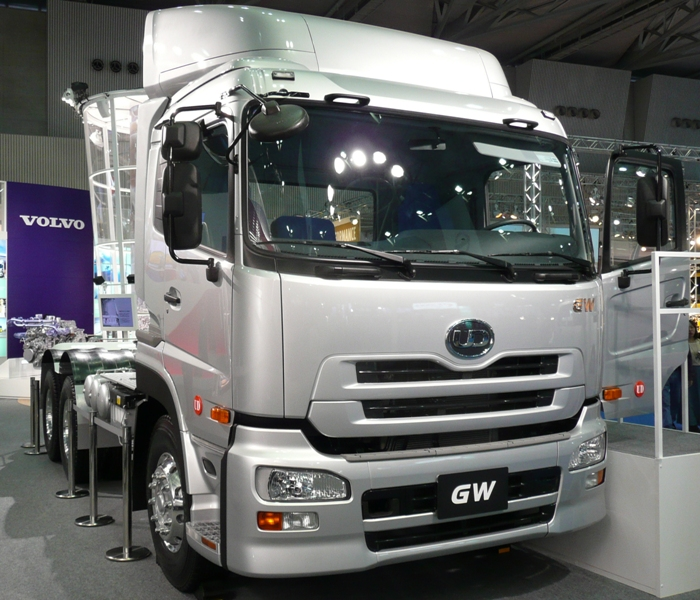
UD Quon (GW)
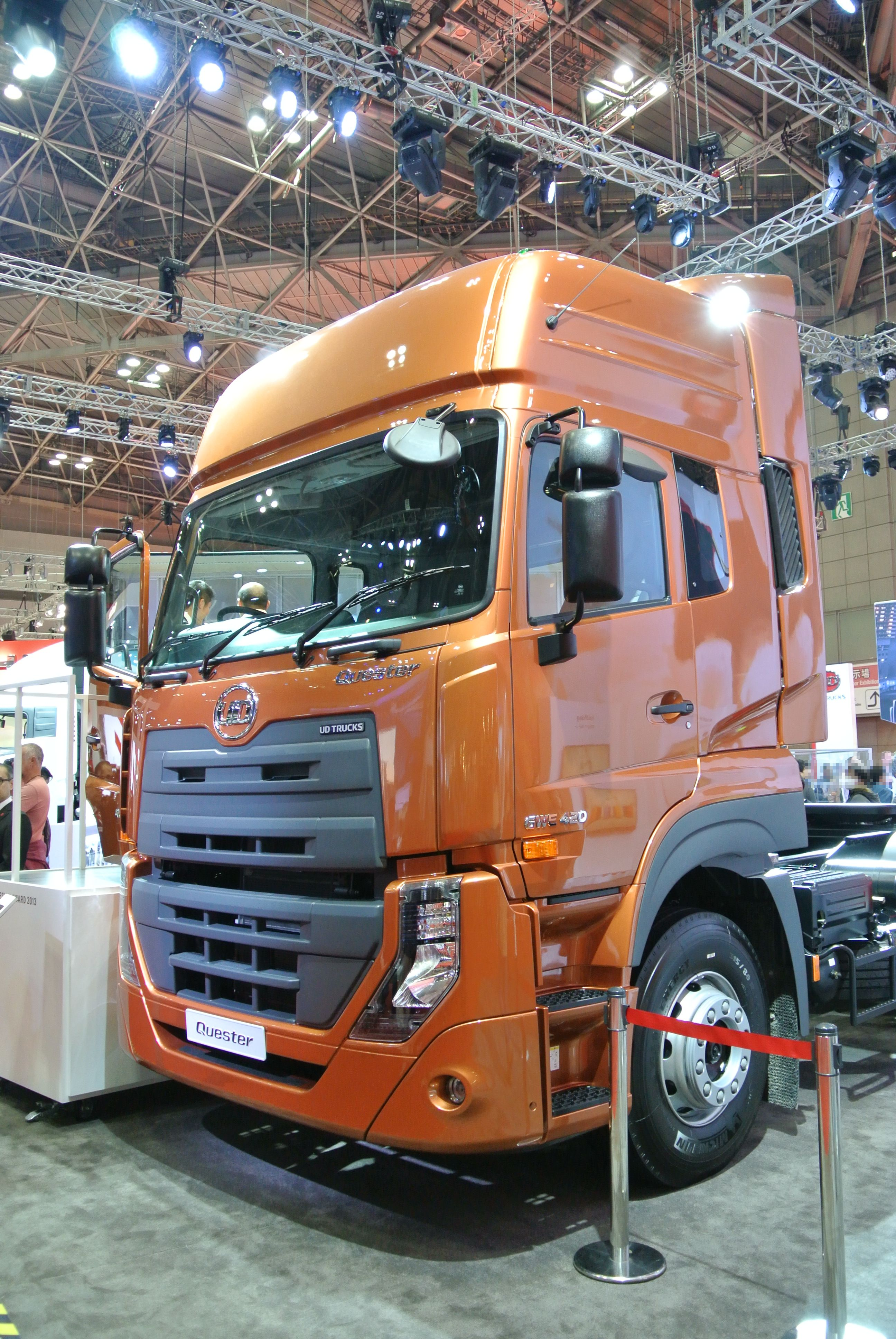
UD Quester
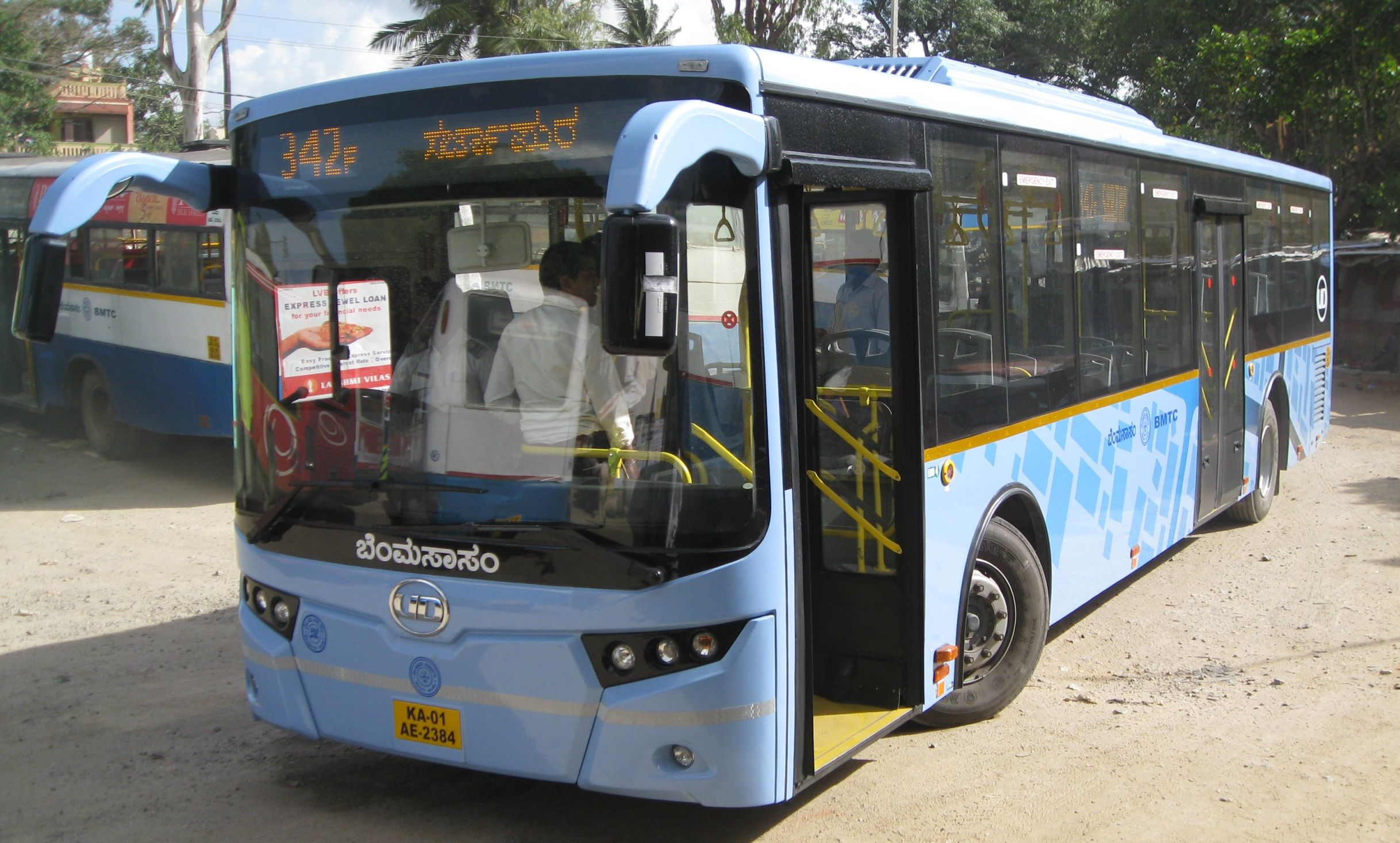
UD SLF